# Jaffa (Stargate)
Els Jaffa són una espècie dins l'univers de fictici de Stargate SG-1.
Són humans, descendents de gent de la Terra que va ser segrestada pels goa'uld utilitzant l'Stargate durant l'antiguitat per servir com esclaus i com amfitrions de les larves immadures, portant en el seu front el símbol del seu déu, ja sigui en or fos (Primats), plata fosa (alts militars) o pintat (La resta). Habiten en tota la galàxia, en els planetes amb presència goa'uld. De tota manera, planetes amb grans poblacions de Jaffa són Chulak, Dakara i Delmak. Les dues armes que generalment utilitzen els jaffas són la llança goa'uld i la Zat'n'ktel.
Els Goa'uld van modificar els humans per crear els Jaffa perquè servissin com a soldats i com a incubadores per a les seves cries a través d'una bossa abdominal. La història dels Jaffa es narra principalment a través del personatge principal Teal'c. L'aspecte dels Jaffa a la sèrie es va copiar de l'aspecte egipci de Ra de la pel·lícula. Els Jaffa depenen dels simbionts per al seu sistema immunitari o moriran d'una mort lenta i dolorosa que només es pot evitar adquirint un nou simbiont o mitjançant injeccions regulars de per vida d'un fàrmac de reemplaçament anomenat Tretonina.
Els Jaffa ordinaris porten un tatuatge negre amb el símbol de la insígnia del seu mestre Goa'uld al front, i els Jaffa de més alt rang reten obediència a un Goa'uld conegut com el Primer Prim, que té el símbol marcat en or. A Star Gate 1 es troba amb tres faccions de notables Jaffa: els Hak'tyl ("alliberament"), totalment femenins, liderats per Ishta a "Birthright" de la temporada 7, els Sodan, que veneren els Ancians, a "Babylon" de la temporada 9, i els Illac Renin (que significa "Regne del Camí"), que veneren els Ori, a "Talion" de la temporada 10.
El planeta Dakara, un lloc sagrat tant per als Goa'uld com per als Jaffa, és el punt d'inflexió en la lluita de poder entre els Goa'uld i els Jaffa a "Reckoning"/"Threads" de la temporada 8. Els Ancians van aterrar per primera vegada a la Via Làctia després de fugir de la Galàxia Alteran i més tard van construir un poderós dispositiu, capaç de destruir la vida existent o crear-ne de nova on abans no n'hi havia res, molt abans que la galàxia fos colonitzada pels Goa'uld o els humans. Com que la temporada 8 estava destinada a ser l'última de la sèrie, els productors l'havien acabat amb la derrota dels Goa'uld i els Replicants. Tanmateix, quan Sci Fi Channel va renovar la sèrie, els productors s'havien cansat d'escriure finals. Després d'haver tingut bones experiències amb la primera temporada de Stargate Atlantis, els productors van decidir renovar la sèrie més que simplement afegir nous personatges, nous vilans i noves missions. Per tant, van considerar el començament de la temporada 9 com el pilot d'una nova sèrie i van substituir els Goa'uld pels Ori com a principals malfactors. Els Goa'uld encara apareixien a la sèrie, però de manera regular sota el comandament de Ba'al.